# 艾倫 (德克薩斯州)
艾倫（英語：Allen）是一個位於美國德克薩斯州科林縣的城市。

## 人口
根據2020年美國人口普查的數據，艾倫的面積為68.60平方千米，當中陸地面積為68.37平方千米，而水域面積為0.22平方千米。當地共有人口104627人，而人口密度為每平方千米1,525人。